# 佩内洛普·勒普雷沃
佩内洛普·勒普雷沃（法語：Pénélope Leprévost，1980年8月1日—），法国女子马术运动员。她曾代表法国参加2012年、2016年和2020年夏季奥林匹克运动会马术比赛，获得一枚金牌。